# Безменовский сельсовет
Безменовский сельсовет — сельское поселение в Черепановском районе Новосибирской области Российской Федерации.
Административный центр — железнодорожная станция Безменово.

## История
Статус и границы сельского поселения установлены Законом Новосибирской области от 2 июня 2004 года № 200-ОЗ «О статусе и границах муниципальных образований Новосибирской области»

## Население
| 2002  | 2010  | 2012  | 2013  | 2014  | 2015  | 2016  |
| ----- | ----- | ----- | ----- | ----- | ----- | ----- |
| 3367  | ↘2970 | ↘2953 | ↗3009 | ↗3030 | ↘3018 | ↘2993 |
| 2017  | 2018  | 2019  | 2020  | 2021  |       |       |
| ↘2948 | ↘2903 | ↘2869 | ↘2824 | ↘2779 |       |       |

## Состав сельского поселения
| № | Населённый пункт | Тип населённого пункта                          | Население |
| - | ---------------- | ----------------------------------------------- | --------- |
| 1 | Безменово        | железнодорожная станция, административный центр | ↘2114     |
| 2 | Еловкино         | посёлок                                         | ↘200      |
| 3 | Привольный       | посёлок                                         | ↘290      |
| 4 | Южный            | посёлок                                         | ↘366      |